# Kyoto
«Kyoto» (с англ. — «Киото») — сингл шведского рэпера Yung Lean, выпущенный 10 декабря 2013 года. Он был выпущен до своего дебютного студийного альбома Unknown Memory, но не вошёл в него. Трек был полностью спродюсирован Yung Gud и не содержит семплирования.
После периода растущего интернет-признания благодаря популярности Lavender и микстейпу Unknown Death 2002, Yung Lean с нетерпением ждал выхода своего дебютного студийного альбома.
«Kyoto» тизерили в его профиле Instagram и Twitter, прежде чем выпустить его в SoundCloud 10 декабря 2013 года. В настоящее время, песня имеет пятнадцать миллионов прослушиваний на SoundCloud и пятьдесят шесть миллионов прослушиваний на Spotify. На YouTube музыкальное видео имеет более пятидесяти миллионов просмотров.
«Kyoto» — это эфирный и экспансивный бит, окруженный пышными синтезаторами и тяжелой реверберацией. Yung Gud построил инструментал вокруг одного вокального дубля, добавляя мелодии и басовые линии по своему усмотрению. Производство получило единодушное признание за футуристически звучащее сочетание клауд-рэпа и трэп-музыки.
The New York Times отметила производство «Kyoto» как «захватывающее и зловещее».
Критики и фанаты считают "Kyoto" лучшей песней Yung Lean и одной из лучших песен в стиле клауд-рэпа всех времен.

## Создание
«Kyoto» был создан за десять-пятнадцать минут, причем хук трека строился вокруг только одного вокального дубля.

## Релиз
Журнал The Fader считает трек «Kyoto» прорывным треком Yung Lean и его самой популярной песней. Видеоклип на песню был снят в Амстердаме и Yung Lean вспоминает высокобюджетную продакшн-компанию, которая хотела сделать видеоклип на песню: «они придумали идею, и я подумал: Нет, чёрт возьми, я хочу квадроциклы, я хочу машину, я хочу, чтобы нас спонсировали Versace и North Face. Я мечтал и выдумывал всякое дерьмо, но они прошли».